# Macrobrachium latimanus
Macrobrachium latimanus is een garnalensoort uit de familie van de Palaemonidae. De wetenschappelijke naam van de soort is voor het eerst geldig gepubliceerd in 1868 door von Martens.